# Ронко-Б'єллезе
Ронко-Б'єллезе (італ. Ronco Biellese, п'єм. Ronch) — муніципалітет в Італії, у регіоні П'ємонт,  провінція Б'єлла.
Ронко-Б'єллезе розташоване на відстані близько 540 км на північний захід від Рима, 70 км на північний схід від Турина, 4 км на північний схід від Б'єлли.
Населення — 1530 осіб (2014).

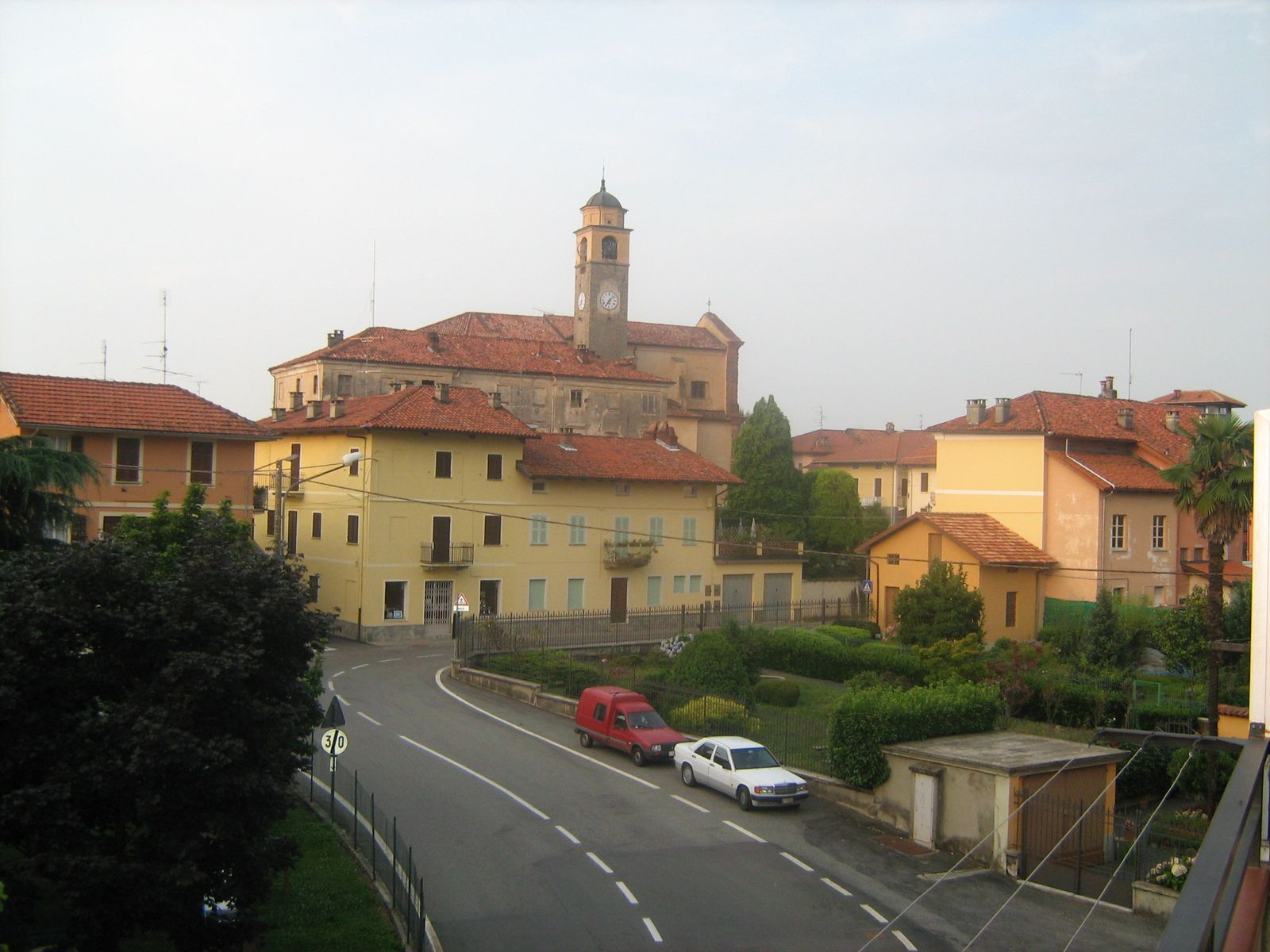

Щорічний фестиваль відбувається 29 вересня. Покровитель — святий Михайло.

## Демографія
Населення за роками:

Станом на 1 січня 2023 року в муніципалітеті офіційно проживало 77 іноземців з 19 країн, серед них 7 громадян країн Євросоюзу та 4 громадяни України.

## Сусідні муніципалітети
- Б'єлла
- Петтіненго
- Терненго
- Вальденго
- Вільяно-Б'єллезе
- Цумалья